# Ascalenia
Ascalenia är ett släkte av fjärilar. Ascalenia ingår i familjen fransmalar.

## Dottertaxa tillAscalenia, i alfabetisk ordning[1]
- Ascalenia acaciella
- Ascalenia albitergis
- Ascalenia antidesma
- Ascalenia antiqua
- Ascalenia archaica
- Ascalenia armigera
- Ascalenia beieri
- Ascalenia bialbipunctella
- Ascalenia bifasciella
- Ascalenia calynella
- Ascalenia cardinata
- Ascalenia ceanothiella
- Ascalenia centropselia
- Ascalenia conformata
- Ascalenia crypsiloga
- Ascalenia decolorella
- Ascalenia echidnias
- Ascalenia epicrypta
- Ascalenia eremella
- Ascalenia exodroma
- Ascalenia gastrocosma
- Ascalenia grisella
- Ascalenia heterosticta
- Ascalenia icriota
- Ascalenia imbella
- Ascalenia isotacta
- Ascalenia jerichoella
- Ascalenia kabulella
- Ascalenia kairaella
- Ascalenia leucomelanella
- Ascalenia liparophanes
- Ascalenia maculatella
- Ascalenia melanogastra
- Ascalenia molifera
- Ascalenia noviciata
- Ascalenia nudicornis
- Ascalenia oranella
- Ascalenia pachnodes
- Ascalenia pancrypta
- Ascalenia phalacra
- Ascalenia phaneracma
- Ascalenia plumbata
- Ascalenia praediata
- Ascalenia pseudofusella
- Ascalenia pulverata
- Ascalenia revelata
- Ascalenia satellita
- Ascalenia scotochalca
- Ascalenia secretifera
- Ascalenia seeboldiella
- Ascalenia semnostola
- Ascalenia signatella
- Ascalenia sirjanella
- Ascalenia spermatica
- Ascalenia stagnans
- Ascalenia staurocentra
- Ascalenia subusta
- Ascalenia synclina
- Ascalenia tergipunctella
- Ascalenia thoracista
- Ascalenia unifasciella
- Ascalenia vadata
- Ascalenia vanella
- Ascalenia vanelloides
- Ascalenia viviparella